# Côte basque
La côte basque, euskal kostaldea en basque ou costa vasca en espagnol désigne le littoral compris entre l'embouchure de l'Adour à Anglet (France) et Muskiz à l'ouest de Bilbao (Espagne). Elle est baignée par le golfe de Gascogne et la mer Cantabrique.

## Présentation
Contrairement à la côte landaise ou la côte d'Argent, c'est une côte rocheuse et découpée (surtout du côté espagnol) où se succèdent de prestigieuses stations balnéaires (Biarritz, Saint-Jean-de-Luz, Saint-Sébastien, Zarautz, Lekeitio et Getxo).
Une  différence nette s'observe entre la partie espagnole et française : cette dernière s'étend d'Anglet à l'embouchure de la Bidassoa. Elle est relativement basse et rectiligne, voire légèrement curviligne: une falaise d'altitude moyenne (30 à 50 mètres) constituant la terminaison de la pénéplaine du Labourd s'étend, de façon presque ininterrompue de Biarritz à la Bidassoa, au pied de laquelle s'égrènent de nombreuses plages (en raison de l'apport des sables landais par les courants marins) et de stations balnéaires, anciens ports de pêche à la baleine convertis au tourisme. Du point de vue géologique, cette partie nord de la côte présente un profil varié en évolution constante soumis à une érosion naturelle et à un fort impact de l'activité humaine notamment touristique.
Au-delà de la frontière franco-espagnole matérialisée par la Bidassoa, la côte basque est beaucoup plus haute: les montagnes basques du Guipuscoa et de Biscaye plongent directement dans la mer, les falaises sont plus élevées, le littoral est plus irrégulier, les baies, les anses, les caps et les rias ouvertes à la haute mer se succèdent, les plages sont plus petites et plus rares (l'apport de sables est négligeable), les nombreux ports de pêche sont plus actifs et le tourisme y est moins présent.

## Galerie

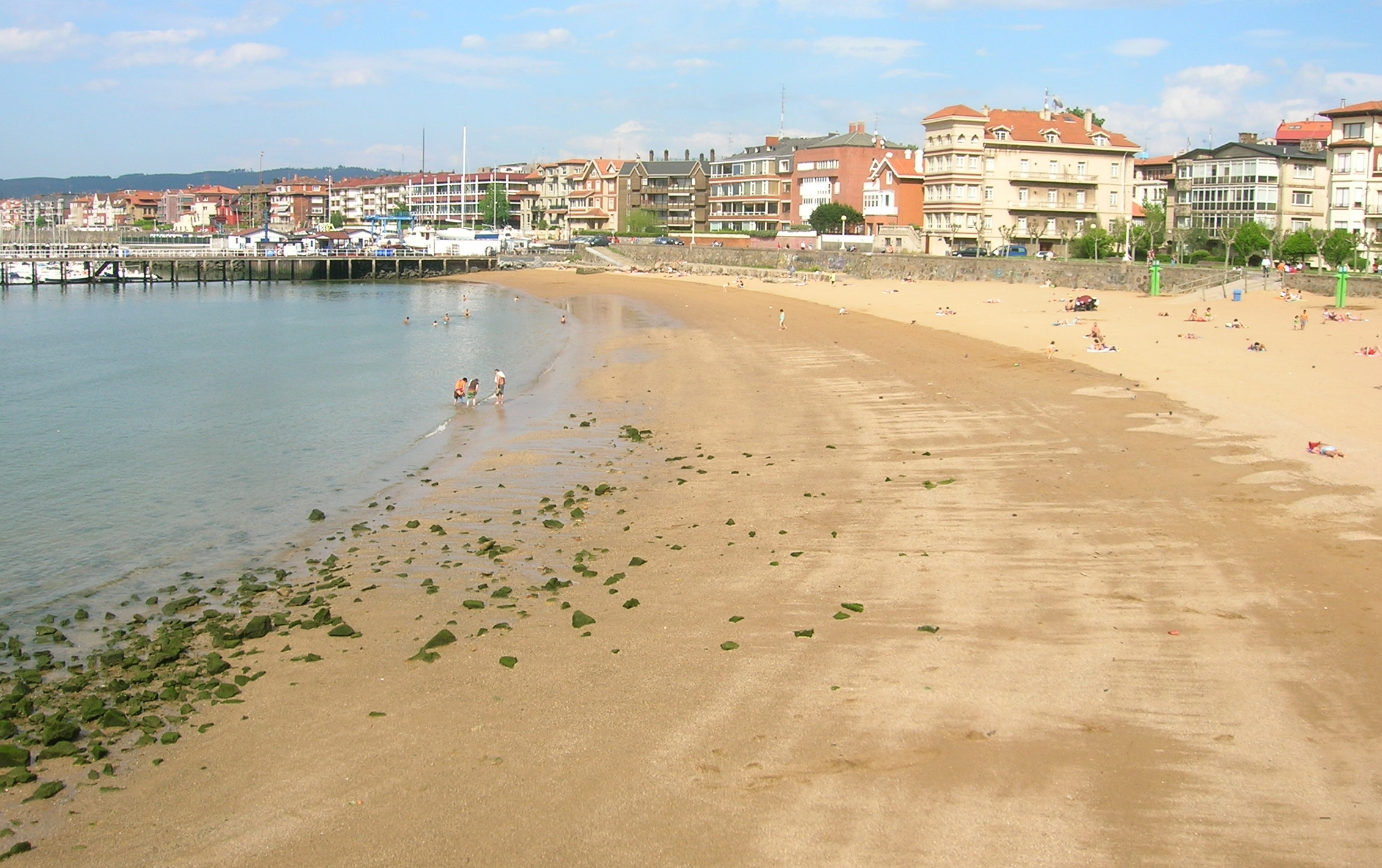
Las Arenas à Getxo
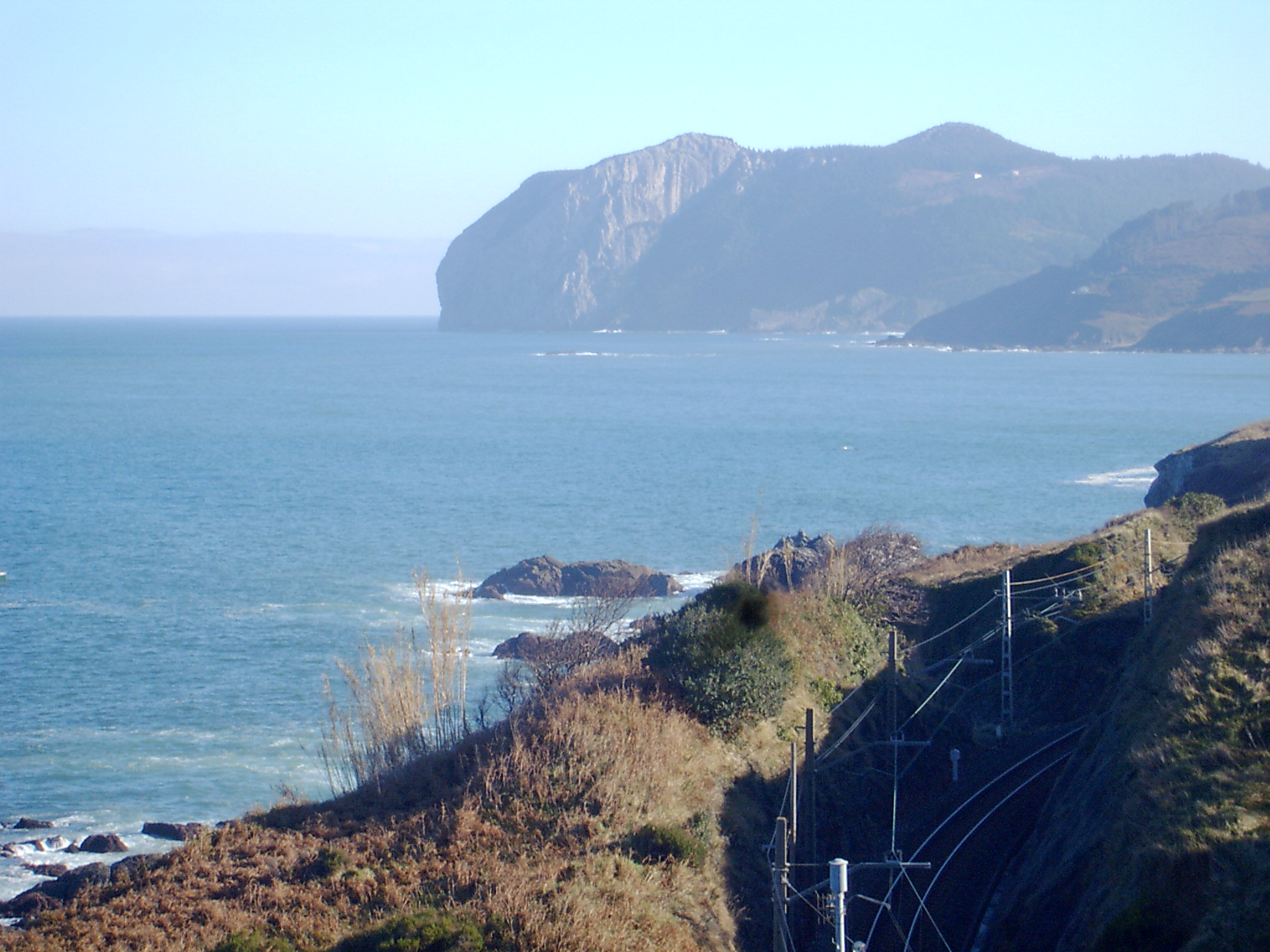
Le cap Ogoño
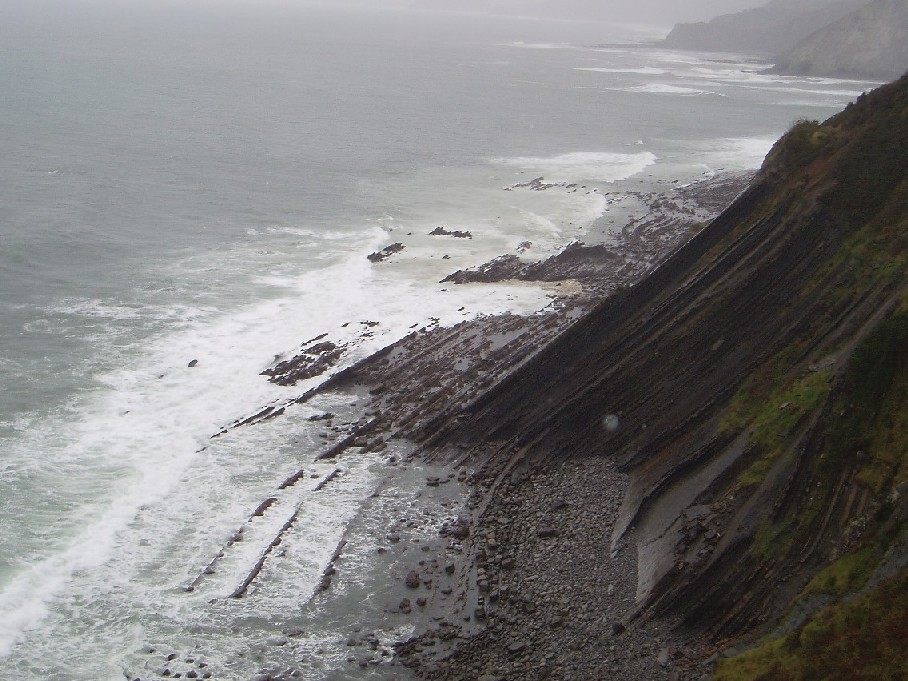
La côte entre Deba et Zumaia
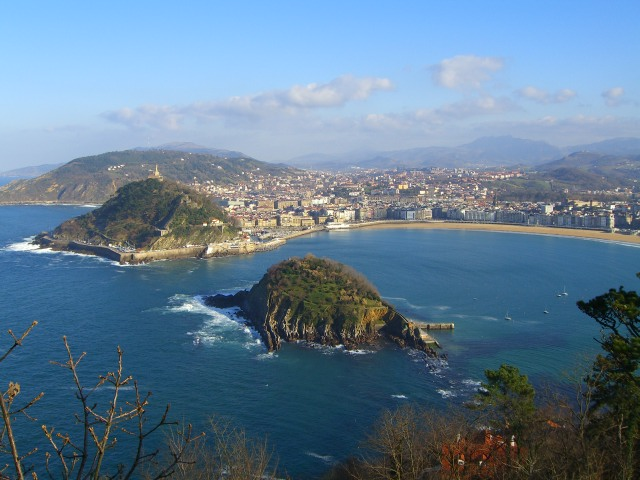
Saint-Sébastien: la baie de la Concha